# Brandweerzone Centrum
De Brandweerzone Centrum is een van de 35 Belgische en een van de zes Oost-Vlaamse hulpverleningszones. De zone verzorgt vanuit 14 brandweerposten de brandweerzorg en een belangrijk deel van de ambulancehulpverlening in het centrum van de provincie Oost-Vlaanderen (de streek rond Gent).

## Beschermingsgebied
Het beschermingsgebied van de Brandweerzone Centrum beslaat ongeveer 810 km² en omvat 18 gemeenten die gezamenlijk een bevolking van ongeveer 530.000 inwoners vertegenwoordigen. De Brandweerzone Centrum grenst tevens aan de Hulpverleningszone Waasland, Hulpverleningszone Oost, Hulpverleningszone Zuid-Oost, Hulpverleningszone Vlaamse Ardennen, Hulpverleningszone Fluvia, Brandweerzone Midwest, Hulpverleningszone Meetjesland en aan Nederland.
Als gevolg van enkele gemeentefusies sinds 1 januari 2019, is de zone groter geworden. Waarschoot en Zomergem werden samen met Lovendegem de nieuwe gemeente Lievegem. Hierdoor vervoegden eerstgenoemde gemeenten de zone. Nevele fuseerde met Deinze en werd op die manier ook aan de zone toegevoegd. Hierdoor breidde het aantal posten uit van 10 naar 14.
Op 1 januari 2025 wijzigt de zone opnieuw. Wachtebeke en Lochristi, De Pinte en Nazareth, en Melle en Merelbeke fuseren dan. Moerbeke stapt dan uit de hulpverleningszone door haar fusie met Lokeren en maakt vanaf dan deel uit van hulpverleningszone Oost. Tegelijkertijd kiezen de gemeenten Laarne en Wetteren ervoor om vanaf dan over te stappen vanuit Hulpverleningzone Zuid-Oost. De zone telt vanaf dan nog 16 gemeenten, en breidt het aantal posten uit naar 15.
De onderstaande lijst geeft een overzicht van de 16 gemeenten en hun kenmerken:
| Gemeente           | Bevolkingsaantal (01/01/2024) | Oppervlakte (in km²) |
| ------------------ | ----------------------------- | -------------------- |
| Assenede           | 14.650                        | 87,22                |
| Deinze             | 45.471                        | 128,03               |
| Destelbergen       | 19.110                        | 26,56                |
| Evergem            | 36.860                        | 75,04                |
| Gavere             | 13.311                        | 31,35                |
| Gent               | 269.597                       | 156,18               |
| Laarne             | 12.532                        | 32,07                |
| Lievegem           | 27.225                        | 80,78                |
| Lochristi          | 30.910                        | 94,87                |
| Merelbeke-Melle    | 37.160                        | 52,34                |
| Nazareth-De Pinte  | 23.330                        | 53,21                |
| Oosterzele         | 14.062                        | 43,12                |
| Sint-Martens-Latem | 8.208                         | 14,34                |
| Wetteren           | 26.960                        | 36,68                |
| Zelzate            | 13.704                        | 13,71                |
| Zulte              | 16.095                        | 32,52                |
| TOTAAL             | 609.185                       | 958,02               |

## Brandweerposten
De brandweerzone telt 14 posten, verdeeld over de 18 gemeenten. Onderstaande lijst geeft een overzicht van de verschillende posten.
| Brandweerpost   | Gemeente        | Opmerking                                                                         |
| --------------- | --------------- | --------------------------------------------------------------------------------- |
| Hoofdkazerne    | Gent            |                                                                                   |
| Post Assenede   | Assenede        |                                                                                   |
| Post Deinze     | Deinze          |                                                                                   |
| Post Expo       | Gent            |                                                                                   |
| Post Gavere     | Gavere          |                                                                                   |
| Post Lochristi  | Lochristi       |                                                                                   |
| Post Melle      | Merelbeke-Melle |                                                                                   |
| Post Merelbeke  | Merelbeke-Melle |                                                                                   |
| Post Nevele     | Deinze          |                                                                                   |
| Post Waarschoot | Lievegem        |                                                                                   |
| Post Wachtebeke | Lochristi       | Enkel ambulance                                                                   |
| Post Wondelgem  | Evergem         | Tijdelijk verhuisd naar Elslo, verhuist binnenkort naar nieuwe kazerne Durmakker. |
| Post Wetteren   | Wetteren        |                                                                                   |
| Post Zelzate    | Zelzate         |                                                                                   |
| Post Zomergem   | Lievegem        |                                                                                   |

## Trivia
Tussen 2015 en 2017 was de Gentse brandweer 3 seizoenen lang het decor van de Vlaamse docusoap Helden van Hier: Door het Vuur, dat uitgezonden werd op VTM.